# Solenopsis globularia
Solenopsis globularia är en myrart som först beskrevs av Smith 1858.  Solenopsis globularia ingår i släktet eldmyror, och familjen myror.

## Underarter
Arten delas in i följande underarter:
- S. g. desecheoensis
- S. g. globularia
- S. g. littoralis
- S. g. lucayensis
- S. g. pacifica
- S. g. steinheili

## Bildgalleri

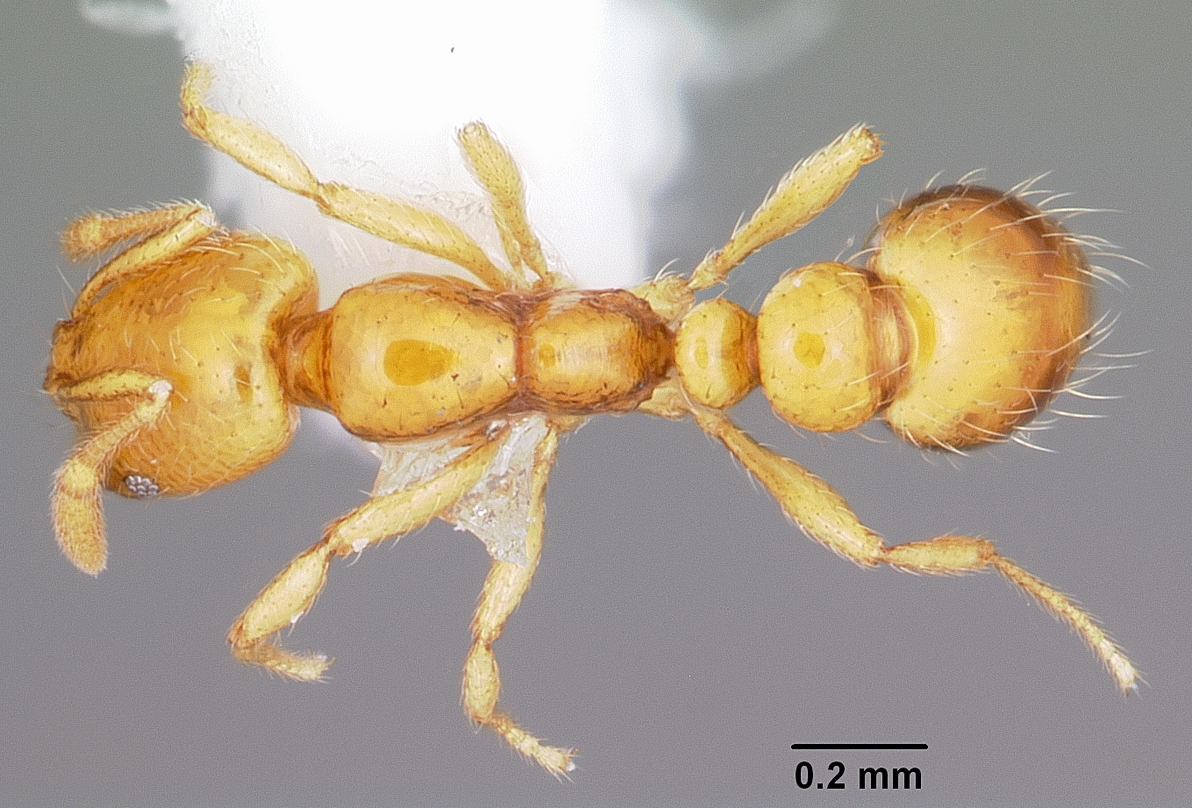
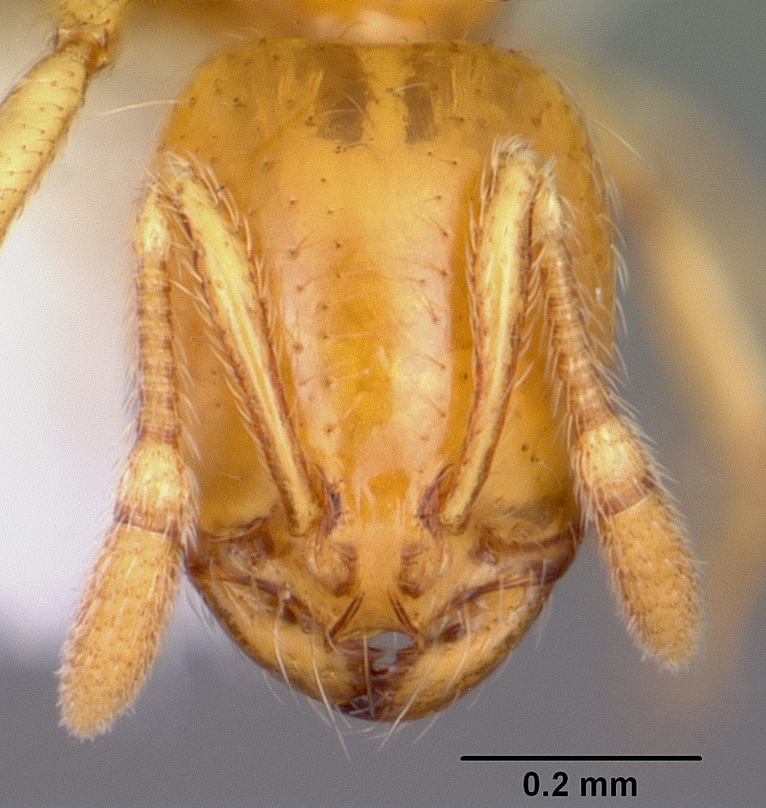
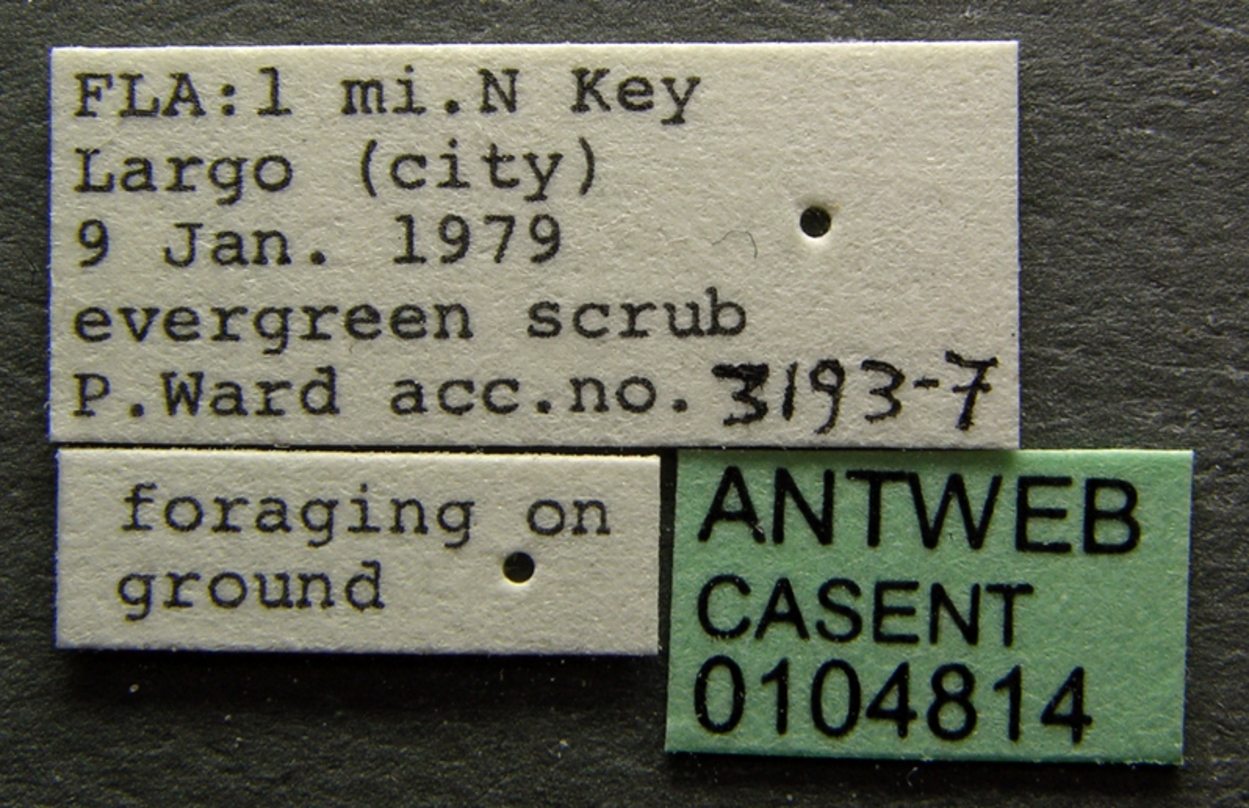
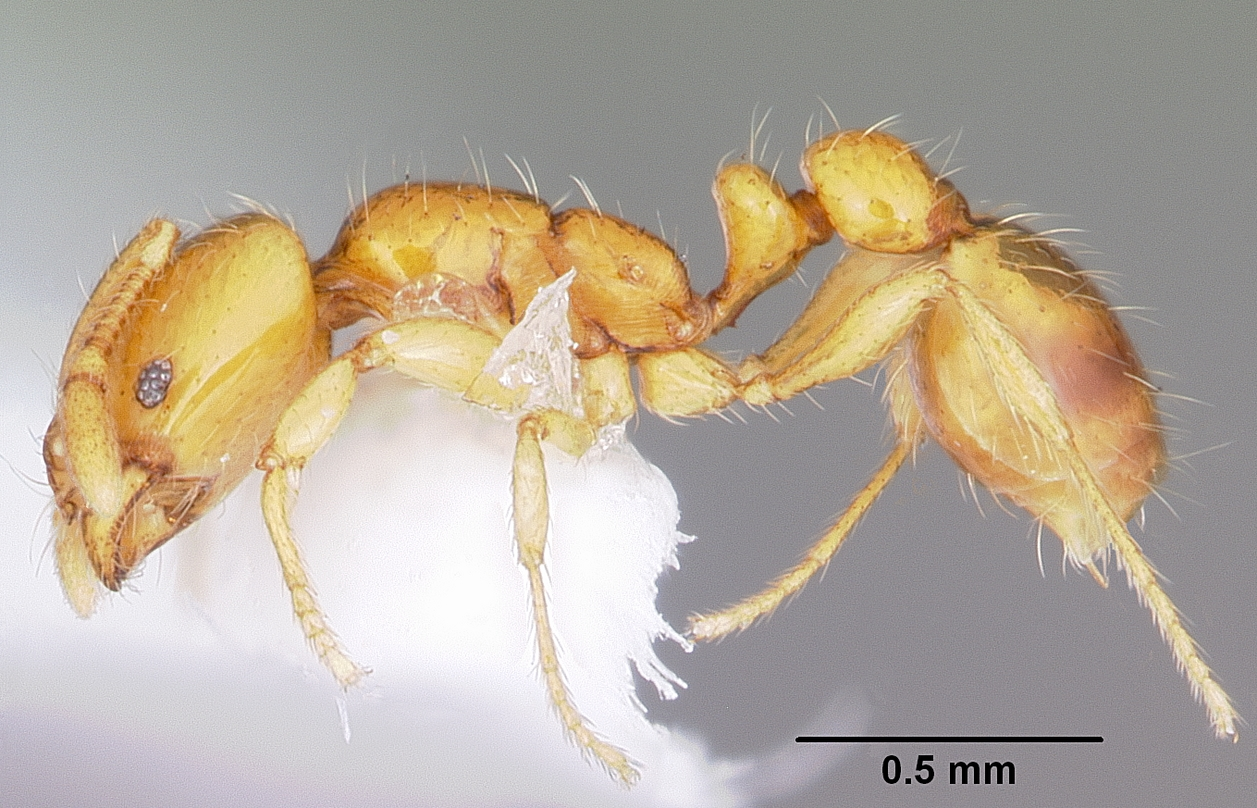